# João Paulo Seara Cardoso
João Paulo Seara Cardoso (1956-2010) foi um escritor, encenador e bonecreiro. Foi o fundador e Director Artístico do Teatro de Marionetas do Porto.
Natural do Porto, teve formação no domínio da animação socio-cultural, do teatro e das marionetas. Frequentou os cursos do Institut National d’Éducation Populaire e do Institut International de la Marionnette. Teve como principais mestres Marcel Violette, Lopez Barrantes, Jim Henson e João Coimbra.
Iniciou a sua actividade teatral e formação no Teatro Universitário do Porto. Dedicou-se à pesquisa e reconstituição do Teatro Dom Roberto, fantoches  populares portugueses e recebeu de Mestre António Dias a herança desta tradição secular. Efectuou, nos últimos vinte anos, cerca de mil e quinhentas representações do Teatro Dom Roberto.
Para a Radiotelevisão Portuguesa criou e dirigiu quatro séries de programas para a infância: A Árvore dos Patafúrdios, Os Amigos de Gaspar, Mópi e No Tempo dos Afonsinhos.
No domínio da literatura infantil tem nove livros publicados, a maioria dos quais peças de teatro. A sua primeira obra “Dás-me um tesouro?” foi premiada pela Associação Portuguesa de Escritores.
Foi o director artístico e fundador do Teatro de Marionetas do Porto, tendo encenado todos os espectáculos apresentados pela companhia, desde 1988. As suas criações foram apresentadas em diversos países: Holanda, Espanha, Inglaterra, Irlanda, Itália, Bélgica, Canadá, França, Suíça, Cabo Verde, Áustria, China, Brasil, Polónia, Republica Checa, Israel e Marrocos.
Com a coreógrafa Isabel Barros co-dirigiu dois espectáculos explorando o cruzamento das marionetas e da dança: “3ª Estação” e “Hamlet Machine”.
Para a companhia Visões Úteis encenou “A Cantora Careca”, de Ionesco (1996), “Gato e Rato” de Gregory Motton (1997) e “Filme na Rua Zero L” de Al Berto (1999).
Para o evento Peregrinação da Expo 98, criou “Máquina-Homem/Clone Fighters”. Encenou a ópera “O Lobo Diogo e o Mosquito Valentim”, numa co-produção Casa da Música e Orquestra Nacional do Porto.
Encenou autores como Aquilino Ribeiro, Samuel Beckett, Eugène Ionesco, Al Berto, Gregory Motton, William Shakespeare, António José da Silva, Lewis Carrol, A. Milne, Almada Negreiros, Heiner Muller, Marguerite Duras, Alfred Jarry e Luísa Costa Gomes.
Foi professor da cadeira de Interpretação Teatral no Balleteatro Escola Profissional.